# Деприваціонізм
Деприваціонізм (англ. deprivationism) — філософська позиція, що допускає негативну оцінку смерті.
На противагу позиції Епікура «коли ми є, то смерті ще немає, а коли смерть настає, то нас уже немає» — деприваціоністи вважають, що смерть може позбавити людину позитивних вражень, що, ймовірно, виникли б у майбутньому, якби смерть не сталася.